# تبدیل‌شوندگان یک
تبدیل‌شوندگان یک (انگلیسی: Transformers One) یک فیلم اکشن علمی تخیلی پویانمایی‌شدهٔ آمریکایی محصول ۲۰۲۴ و بر پایهٔ خط اسباب بازی تبدیل‌شوندگان ساختهٔ هاسبرو است. این فیلم هشتمین قسمت از مجموعه فیلم‌های تبدیل‌شوندگان است، و به کارگردانی جاش کولی و نویسندگی اریک پیرسون و تیم نویسندگی اندرو بارر و گابریل فراری مبتنی بر داستانی از بارر و فراری ساخته شده است. گروه صداپیشگان شامل کریس همسورث، برایان تایری هنری، اسکارلت جوهانسون، کیگان-مایکل کی، استیو بوشمی، لارنس فیشبرن، و جان هم می‌شوند. این فیلم خاستگاه و رابطهٔ اولیهٔ آپتیموس پرایم و مگاترون و چگونگی تغییر سرنوشت سایبرترون (سیارهٔ اصلی تبدیل‌شوندگان) را به تصویر می‌کشد. این نخستین انیمیشن بلند سینمایی این فرنچایز پس از تبدیل‌شوندگان: فیلم (۱۹۸۶) محسوب می‌شود.
در مارس ۲۰۱۵ پس از اکران تبدیل‌شوندگان: عصر انقراض (۲۰۱۴)، آکیوا گلدزمن توسط پارامونت پیکچرز انتخاب شد تا با مایکل بی، استیون اسپیلبرگ و لورنزو دی بوناونتورا برای برپایی اتاق نویسندگی برای آفرینش ایده‌های فیلم‌های آیندهٔ تبدیل‌شوندگان همکاری کند. در مهٔ همان سال، بارر و فراری به اتاق نویسندگی پیوستند و یکی از ایده‌هایی که از آنجا نشأت می‌گرفت، پیش‌درآمد انیمیشنی بود که قرار بود داستان آن در سایبرترون جریان یابد. این فیلم در اوت ۲۰۱۷ معرفی شد و تا آوریل ۲۰۲۰، کولی برای کارگردانی برگزیده شد. عنوان و صداپیشگان فیلم در آوریل ۲۰۲۳ اعلام شد، و اینداستریال لایت اند مجیک ساخت پویانمایی را عهده‌دار بود. آهنگسازی موسیقی فیلم بر عهدهٔ برایان تایلر بود.
مراسم افتتاحیهٔ تبدیل‌شوندگان یک در ۱۱ سپتامبر ۲۰۲۴ در سیدنی استرالیا برگزار شد. این فیلم در تاریخ ۲۰ سپتامبر در ایالات متحده به وسیلهٔ پارامونت پیکچرز منتشر شد. این فیلم با نقدهای مثبت منتقدان روبه رو شد و در زمینهٔ داستان، طنز، سکانس‌های پرماجرا، پویانمایی و اجرای صداپیشگان تحسین شد. این فیلم در گیشه عملکرد ضعیفی داشت و با بودجه‌ای بین ۷۵ تا ۱۴۷ میلیون دلار، تنها ۱۲۹٫۴ میلیون دلار در سراسر جهان فروش کرد.

## داستان
در سال ۲۰۲۴، سایبرتران سیاره‌ای فناورانه است که از بدن ماشین عظیمی به نام پرایموس ساخته شده و زیستگاه تبدیل‌شوندگان است؛ ربات‌های هوشمندی که با ماده‌ای به نام انرژون نیرو می‌گیرند و به کمک «چرخ‌دنده‌های تبدیلی» قادرند به وسایل نقلیه بدل شوند. در شهر زیرزمینی آیکان، اوراین پکس، رباتی معدن‌کار و فاقد چرخ‌دنده، مخفیانه وارد بایگانی می‌شود تا مستندی دربارهٔ سایبرترانی‌های اولیه یعنی سیزده پرایم تماشا کند. نگهبانان امنیتی او را می‌گیرند، اما دوست صمیمی‌اش، دی-۱۶ (بعدتر مگاترون)، به او کمک می‌کند فرار کند. بعداً در معدن انرژون، فروریختگی رخ می‌دهد و همکارشان جَز گرفتار می‌شود. اوراین و دی-۱۶ او را نجات می‌دهند، اما سرکارگر سنگدل‌شان، دارک‌وینگ، الیتا-۱، مافوق آن‌ها را مقصر می‌داند و او را به مدیریت پسماند تنزل رتبه می‌دهد.
رهبر آیکان، سنتینل پرایم، از مأموریتی برای یافتن ماتریس رهبری بازمی‌گردد؛ غیبت آن موجب قطع جریان انرژون و اجبار کارگران به استخراج دستی شده بود. گرچه سنتینل ماتریس را نمی‌یابد، برای دلگرم‌کردن مردم، مسابقه‌ای ترتیب می‌دهد. برای اثبات توانایی‌شان، اوراین و دی-۱۶ به‌طور غیرقانونی با جت‌پک در مسابقه شرکت می‌کنند، اما با اختلاف کمی می‌بازند. سنتینل به ظاهر از آن‌ها بابت تقویت روحیهٔ معدن‌کاران تشکر می‌کند، اما دارک‌وینگ خشمگین آن‌ها را به سوزاندن زباله‌ها می‌فرستد؛ جایی که با بی-۱۲۷ (بعدتر بامبلبی)، رباتی عجیب و غریب، آشنا می‌شوند. آن‌ها در میان زباله‌ها پیام اضطراری یکی از پرایم‌ها به نام آلفا ترایان را همراه با مختصاتی در سطح سیاره می‌یابند. اوراین، دی-۱۶ و بی-۱۲۷ تصمیم به رفتن می‌گیرند و الیتا را نیز متقاعد می‌کنند که همراهشان شود.
آن‌ها در غاری آلفا ترایان را، در کنار اجساد دیگر پرایم‌ها، غیرفعال می‌یابند. با فعال‌شدن، او فاش می‌کند که سنتینل به پرایم‌ها خیانت کرده و ماتریس را دزدیده، اما پرایموس به‌دلیل نالایق بودنش، آن را ناپدید کرده است. سنتینل در واقع انرژون را به بیگانگانی به نام کوینتسون‌ها می‌فروشد تا اجازهٔ حکمرانی بر سیبرتران را به دست آورد. او همچنین چرخ‌دنده‌های تبدیلی را از بدنهٔ کارگران پیش از فعال‌سازی حذف کرده تا آن‌ها را کنترل کند. ترایان به گروه چرخ‌دنده‌های پرایم‌های سقوط‌کرده و تراشه‌ای حاوی مدرک خیانت سنتینل را می‌دهد. در همین هنگام، ایراکنید، معاون سنتینل، وارد شده و ترایان را دستگیر و به آیکان بازمی‌گرداند، جایی که سنتینل او را می‌کشد.
گروه در راه بازگشت به آیکان از دست تعقیب‌کنندگان می‌گریزند اما به‌دست گارد عالی سابق پرایم‌ها دستگیر می‌شوند؛ گاردی که علیه سنتینل شوریده است. دی-۱۶ با شکست رهبرشان، استارسکریم، وفاداری آن‌ها را به دست می‌آورد، ولی اوراین از رفتار روزافزون خشن دوستش نگران می‌شود. نیروهای سنتینل آن‌ها را می‌یابند و در درگیری، تراشهٔ مدرک نابود می‌شود و دی-۱۶، بی-۱۲۷، استارسکریم و بیشتر اعضای گارد به اسارت درمی‌آیند. سنتینل به دی-۱۶ می‌گوید که چرخ‌دندهٔ قهرمانش، مگاترونس پرایم، را دزدیده، و چهرهٔ او را به‌طعنه بر بدنش حک می‌کند.
با تشویق الیتا، اوراین، فرماندهان گارد باقی‌مانده یعنی ساندویو و شاک‌ویو را گرد می‌آورد و برای نجات دوستانشان به آیکان بازمی‌گردند. اوراین دارک‌وینگ را شکست داده و معدن‌کاران را به شورش وا می‌دارد، تا گارد بتواند مقر سنتینل را تصرف و زندانیان را آزاد کند. در جریان نبرد، اوراین، الیتا و بی-۱۲۷ با دستگیری ایراکنید و پخش خاطراتش در سطح شهر، حقیقت را برملا می‌کنند. دی-۱۶ سنتینل را شکست می‌دهد، اما بر سر کشتن یا نکشتن او با اوراین درگیر شده و ناخواسته به اوراین شلیک می‌کند و او را رها می‌کند تا بمیرد. سپس سنتینل را می‌کشد، چرخ‌دندهٔ مگاترونس را برمی‌دارد، نام خود را به مگاترون تغییر می‌دهد و با گارد عالی شورشی، آشوبی گسترده به‌پا می‌کند.
پرایموس و ارواح پرایم‌ها، اوراین را شایستهٔ رهبری دانسته و با اعطای ماتریس، او را زنده کرده و به آپتیموس پرایم بدل می‌کنند. او مگاترون را شکست داده و او را همراه گارد عالی به تبعید می‌فرستد. با بازگشت چرخ‌دنده‌های کارگران و جاری‌شدن انرژون، آپتیموس رهبر جدید آیکان می‌شود و پیروانش را اتوبات می‌نامد. او پیامی هشدارآمیز برای کوینتسون‌ها می‌فرستد. در همین حال، مگاترون گارد را به دسپتیکان‌ها بازسازی می‌کند و با استفاده از چهرهٔ مگاترونس به‌عنوان نشان، جنگ با اتوبات‌ها را اعلام می‌کند.

## صداپیشه‌ها
- کریس همسورث در نقش اوراین پکس / آپتیموس پرایم[۸][۹]
- برایان تایری هنری در نقش D-16 / مگاترون؛[۸][۱۰] تایری هنری نخستین بازیگر آفریقایی-آمریکایی است که در تاریخ چهل ساله فرنچایز صداپیشگی مگاترون را بر عهده گرفت.
- اسکارلت جوهانسون در نقش الیتا[۸]
- کیگان-مایکل کی در نقش بامبلبی[۸]
- استیو بوشمی در نقش استاراسکریم
- لارنس فیشبرن در نقش آلفا تریون[۸]
- جان هم در نقش سنتینل پرایم[۸]
- آیزاک سی سینگلتون جر در نقش دارکوینگ

## انتشار
تبدیل‌شوندگان یک به‌عنوان یک اثر در حال ساخت در جشنواره بین‌المللی فیلم انیمیشن انسی در ۱۰ ژوئن ۲۰۲۴ نمایش داده شد. بر اساس گزارش‌ها، واکنش مخاطبان و رسانه‌های اجتماعی مثبت بوده است. این فیلم در ۱۱ سپتامبر ۲۰۲۴ در سیدنی استرالیا به نمایش درآمد و در ۲۰ سپتامبر ۲۰۲۴ در ایالات متحده اکران شد. این فیلم در ابتدا برای انتشار در ۱۹ ژوئیه ۲۰۲۴ برنامه‌ریزی شده بود اما تاریخ اکران به ۱۳ سپتامبر موکول شد. با این حال برای جلوگیری از رقابت با بیتل‌جوس بیتل‌جوس، تاریخ اکران جدید به یک هفته بعد موکول شد.

## بازخورد

### گیشه
این فیلم در روز نخست اکران ۹٫۶ میلیون دلار به دست آورد که شامل ۳٫۴ میلیون دلار از پیش‌نمایش‌های چهارشنبه و پنجشنبه‌شب بود.

### واکنش انتقادی
در وبگاه جمع‌آوری نقد راتن تومیتوز، ٪۸۹ از ۱۷۰ بررسی منتقدان مثبت است، و میانگینِ امتیاز آن ۷٫۳/۱۰ است. اجماع این وبگاه چنین می‌نویسد: «تبدیل‌شوندگان یک به‌طور چشمگیری با طنز خوب راضی‌کننده است، و حاکی از آن است که این انیمیشن می‌تواند رسانه بهینه‌ای برای این فرانچایزِ بارها اقتباس‌شده باشد.» این فیلم در متاکریتیک که از میانگین وزنی استفاده می‌کند، بر اساس نظر ۳۱ منتقدین امتیاز ۶۵ از ۱۰۰ را کسب کرده که نشان‌گر «نقدهای عموماً مطلوب» است. تماشاگران شرکت‌کننده در نظرسنجی سینماسکور به فیلم نمره میانگین «A» از A+ تا F دادند. آن‌هایی که در نظرسنجی سینماسکور بررسی قرار شدند، به‌طور میانگین پنج ستاره کامل را به فیلم دادند و ۷۵ درصد گفتند که قطعاً آن را توصیه می‌کنند.

## آینده
در آوریل ۲۰۲۳، دی بوناونتورا اعلام کرد که بحث‌هایی برای گسترش تبدیل‌شوندگان یک به سه‌گانهٔ سینمایی وجود دارد. تا ژوئن آن سال، او تأیید کرد که داستان برای تکامل در سه فیلم برنامه‌ریزی شده است. در سپتامبر ۲۰۲۴، دی بوناونتورا تأیید کرد که در صورت موفقیت فیلم، دنباله‌ای برای تبدیل‌شوندگان یک خواهند ساخت و فیلم‌سازان در حال ابداع ایده‌هایی برای دنباله‌ای شخصیت‌محور مانند فیلم قبلی هستند.
در ۲۰ نوامبر ۲۰۲۴، به‌دنبال عملکرد ضعیف این فیلم، هاسبرو اعلام کرد که دیگر از اقتباس‌های سینمایی حمایت مالی نمی‌کند.